# Araeoscelidia
Araeoscelidia ou Araeoscelida é uma ordem de répteis diapsídeos extintos que superficialmente aparentavam como lagartos, estendendo-se desde o período Carbonífero até o período Permiano.
O grupo contêm os gêneros Araeoscelis, Petrolacosaurus e o possível réptil aquático Spinoaequalis, além dos gêneros menos conhecidos Kadaliosaurus e Zarcasaurus.
Esse grupo é considerado como um grupo irmão dos primeiros diapsídeos.